# White Men Can't Jump (film, 2023)
White Men Can't Jump är en amerikansk sport/komedifilm från 2023, samt en remake på 1992 års långfilm med samma namn. Filmen hade premiär på den amerikanska streamingtjänsten Hulu och på Disney+ den 19 maj 2023. Filmen är regisserad av Calmatic och är skriven av Kenya Barris och Doug Hall, från en originalberättelse skriven av dem tillsammans med Ron Shelton (regissören från 1992-års film). Huvudrollerna spelas av Sinqua Walls och Jack Harlow.

## Handling
Filmen följer de två unga männen Kamal och Jeremy, som slår sig samman för att leva ut sina tidigare drömmar som basketspelare, samtidigt som de tvingas hantera slitna relationer, ekonomiska problem och egna kamper inombords.

## Rollista (i urval)
- Sinqua Walls – Kamal Allen
- Jack Harlow – Jeremy
- Teyana Taylor – Imani (Kamals flickvän)
- Laura Harrier – Tatiana (Jeremys flickvän)
- Vince Staples – Speedy
- Myles Bullock – Renzo
- Lance Reddick – Benji Allen (Kamals pappa)